# Żakowice (województwo wielkopolskie)
Żakowice – wieś w Polsce położona w województwie wielkopolskim, w powiecie ostrowskim, w gminie Nowe Skalmierzyce, w Kaliskiem, ok. 7 km od Nowych Skalmierzyc, ok. 8 km od Kalisza.

## Podział administracyjny
W XIX w. miejscowość należała administracyjnie do powiatu pleszewskiego. W latach 1975–1998 do województwa kaliskiego, od 1999 do powiatu ostrowskiego.

## Historia
W źródłach od 1403 roku. Pod koniec XVI w. były własnością Wojciecha Żakowskiego i Wojciecha Wolińskiego. W 1618 wieś była w posiadaniu Adama Żakowskiego.
W XIX w. podlegały pod urząd stanu cywilnego w Sobótce. Według Słownika geograficznego Królestwa Polskiego z 1895 w miejscowości było 8 domów i 101 mieszkańców.